# Charles W. Bell
Charles Webster Bell (ur. 11 czerwca 1857 w Albany, zm. 19 kwietnia 1927 w Pasadenie) – amerykański polityk, członek Partii Republikańskiej i Partii Postępowej.

## Działalność polityczna
Od 1907 zasiadał w stanowym Senacie Kalifornii. Następnie od 4 marca 1913 do 3 marca 1915 przez jedną kadencję był przedstawicielem nowo utworzonego 9. okręgu wyborczego w stanie Kalifornia w Izbie Reprezentantów Stanów Zjednoczonych.